# سناگازی
سناگازی (به لاتین: Sonagazi) یک منطقهٔ مسکونی در بنگلادش است که در ناحیه فنی واقع شده‌است. سناگازی ۵٫۳۳ کیلومتر مربع مساحت و ۲۰٬۸۱۰ نفر جمعیت دارد.